# باميلا أوستين
باميلا أوستين (بالإنجليزية: Pamela Austin)‏ هي ممثلة أمريكية، ولدت في 20 ديسمبر 1941 في أوماها في الولايات المتحدة.

## وصلات خارجية
- باميلا أوستين على موقع IMDb (الإنجليزية)
- باميلا أوستين على موقع ميوزك برينز (الإنجليزية)
- باميلا أوستين على موقع قاعدة بيانات برودواي على الإنترنت (الإنجليزية)
- باميلا أوستين على موقع قاعدة بيانات الفيلم (الإنجليزية)